# Paeonia clusii
Paeonia clusii là một loài thực vật có hoa trong họ Paeoniaceae. Loài này được Stern miêu tả khoa học đầu tiên năm 1940.